# Susan Cooperová
Susan Mary Cooperová (* 23. května 1935) je britská spisovatelka, jež proslula svým pětisvazkovým románem Probuzení Tmy (The Dark Is Rising). Tato fantasy sága čerpá z klasické britské mytologie.
Píše pro děti, mládež, ale i dospělé a také pro divadla, filmy a televizi. Jde o členku National Children's Book and Literacy Alliance, neziskové organizace v USA, která aktivně podporuje gramotnost, literaturu a knihovny.

## Biografie
Narozena 1935 v Burnhamu v Buckinghamshire, do svých 21 let žila v Buckinghamshire, kdy se její rodiče přestěhovali do domu její babičky v Aberdovey ve Walesu. Úspěšně vystudovala Slough High School a poté získala diplom z angličtiny na Oxfordské univerzitě (Somerville College).
Poté, co graduovala, pracovala jako reportérka pro Sunday Times v Londýně pod Ianem Flemingem a ve svém volném čase psala knihy. Během této doby začala pracovat na sérii Probuzení Tmy a dokončovala svou první knihu, vědeckofantastický román Mandrake.
V roce 1963 opustila Velkou Británii a odstěhovala se do USA, kde si vzala profesora z Massachusettského technologického institutu. V té době se již věnovala pouze psaní se zvýšeným soustředěním na sérii Tma se probouzí. V roce 1970 napsala Dawn of Fear, kterou založila na svých zkušenostech z dětství.
V červenci 1996 se podruhé provdala za kanadskoamerického herce Hume Cronyna (1911), který s ní příležitostně spolupracoval. Po jeho smrti v roce 2003 žije v Marshfieldu v Massachusetts.

## Díla
- The Dark Is Rising sequence (série Probuzení Tmy)
- Over Sea, Under Stone (1965) (První díl série. V češtině z neznámých důvodů nevyšel)
- The Dark Is Rising (1973) (Probuzení Tmy)
- Greenwitch (1974) (Morana)
- The Grey King (1975) (Šedý Král)
- Silver on the Tree (1977) (Poklad na stromě)

## Ostatní knihy
- Mandrake (1964) (Mandrake)
- Dawn of Fear (1970)
- Seaward (1983)
- The Boggart (1993)
- The Boggart and the Monster (1997)
- King of Shadows (1998) (Král Temnot)
- Green Boy (2002)
- Victory (June 2006)
- Obrázkové knihy pro děti
- Jethro and the Jumbie (1979)
- The Silver Cow (1983)
- The Selkie Girl (1986)
- Matthew's Dragon (1991)
- Tam Lin (1991)
- Danny and the Kings (1993)
- Frog (2002)
- The Magician's Boy (February 2005)